# 通肯副都統
通肯副都统是清朝政府在通肯（今黑龙江省海伦市）设立的正二品副都统官职。隶属黑龙江将军。

## 历史
光绪二十四年（1898年），设立通肯副都统衙门。
光绪三十二年（1906年），裁撤副都统。